# Демократизация армии в России (1917)
Демократизация армии в России в 1917 году — процессы, которые широко развернулись в бывшей Русской императорской армии (в феврале 1917 года переименованной в «Революционную армию свободной России») сразу после Февральской революции. Официально эти изменения имели целью уравнять солдат в правах с гражданским населением, однако, на практике привели армию к почти полной дезорганизации, разложению и снижению её боеспособности, что было вызвано общим нежеланием солдат продолжать боевые действия, усилением пацифистских тенденций в обществе, испытывавшем на себе все большие тяготы продолжавшейся войны.
В ходе революции Петросовет издал Приказ № 1, который первоначально предназначался только для восставших солдат Петроградского гарнизона, однако стихийно распространился по всей армии. Фактическая отмена в действующей армии единоначалия («демократизация армии») привела вместо ожидавшегося частью либералов и социалистов повышения её боеготовности к нарастанию анархии в виде отказов солдат идти в наступление и самосудов над офицерами; кроме того, произошёл колоссальный рост дезертирства. Для противодействия развалу армии уже с апреля 1917 года развернулось движение «ударных частей» (называвшихся также «революционными», «штурмовыми», «частями смерти»). Параллельно с солдатскими начали формироваться офицерские организации.

## Предыстория
По мнению историка левых взглядов Базанова С. Н., «развал русской армии начался задолго до Февральской революции 1917 г. и явился объективным необратимым результатом краха самодержавия».
Историк Юрий Бахурин отмечает, что согласно мнению большинства исследователей, массовое распространение в Российской Императорской армии самострелов и появление первых братаний относится к 1915 году. В этом году произошло «Великое отступление», негативно повлиявшее на моральный дух войск. Ещё 15 июня 1915 года командующий 8-й армией генерал Брусилов А. А. своим приказом по армии, в частности, потребовал: «нужно иметь особо надёжных людей и пулемёты, чтобы, если понадобится, заставить идти вперёд и слабодушных. Не следует задумываться перед поголовным расстрелом целых частей за попытку повернуть назад или, что ещё хуже, сдаться в плен». Однако Юрий Бахурин отмечает, что данными о практическом применении этого приказа «ни в 1915, ни в 1916 гг. мы практически не располагаем».
Вместе с тем отдельные случаи братаний были отмечены даже ранее, с Рождества 1914 года. Приказ № 377 по войскам 1-й армии от 29.12.1914 гласил:

В день Рождества Христова немцы, выйдя из своих окопов против позиций Дунайского и Белебеевского полков, стали махать белыми тряпками и подошли к реке, показывая бутылки и сигары и приглашая наших к себе.
Человек 10-15 немцев без оружия подошли к реке, сели в лодку, переправились на нашу сторону и стали заманивать к себе подошедших к берегу солдат вышеназванных полков. Несколько человек поддались на эту подлую уловку и переправились на немецкую сторону и что позорнее всего — с ними переправился призванный из запаса Дунайского полка поручик Семен Степанович Свидерский-Малярчук. Все переехавшие на ту сторону наши солдаты и этот недостойный своего звания офицер тотчас были немцами арестованы и взяты в плен.
Приказав немедленно судить заочно поручика Свидерского-Малярчука Полевым Судом по ст. 248 кн. XXII Св. В. П. 1869 г. (смертная казнь), предписываю немедленно сообщить имена сдавшихся солдат на их родину, дабы в их селах и деревнях тотчас же прекратили выдачу пайка их семьям и все там знали, что они изменили своей Родине, польстившись на бутылку пива.
При повторении подобных подлых выходок со стороны немцев, немедля по ним открывать огонь, а равно расстреливать и тех, кто вздумают верить таким подвохам и будут выходить для разговоров с нашими врагами
П о д п и с а л:
Командующий армией,
Генерал от кавалерии Литвинов

В сентябре 1915 года на Николаевском вокзале в Петрограде произошли столкновения следующих на фронт ратников в составе 500 человек с полицейскими. Новобранцы выкрикивали: «Бей фараонов и дармоедов!», причём сопровождавшая их конвойная команда никакого участия в беспорядках не принимала.
К зиме 1916/1917 годов ситуация ещё более обострилась. Генерал барон П. Н. Врангель в своих мемуарах отмечал, что:

Состав армии за два года успел существенно измениться, выбыла большая часть кадровых офицеров и солдат, особенно в пехоте. Новые офицеры … быстро падали духом, тяготились войной и совершенно неспособны были поднять и поддержать дух своих солдат. Солдаты после 2-х лет войны, в значительной массе, также были уже не те. Немногие оставшиеся в рядах старые солдаты, несмотря на все перенесенные тяготы и лишения, втянулись в условия боевой жизни; но остальная масса, те пополнения, которые беспрерывно вливались в войсковые части, несли с собой совсем иной дух. Состоя в значительной степени из запасных старших сроков, семейных, оторванных от своих хозяйств, успевших забыть пройденную ими когда-то школу, они неохотно шли на войну, мечтали о возвращении домой и жаждали мира. В последних боях сплошь и рядом наблюдались случаи «самострелов», пальцевые ранения с целью отправки в тыл стали особенно часты. Наиболее слабые по составу были третьеочередные дивизии.

В середине декабря 1916 года произошёл мятеж солдат 12-й армии, отказавшихся идти в атаку во время Митавской операции. 25 декабря генерал-лейтенант И. Р. Довбор-Мусницкий доложил царю о расстрелах 13 солдат взбунтовавшихся полков, на рапорте Николай II написал резолюцию: «Правильный пример». В общей сложности было расстреляно около ста человек.
Вместе с тем настроения солдатской массы были неоднородными: современники отмечали, что кавалерия надёжней пехоты, а наиболее надёжны казаки и артиллерия: «Последнее неудивительно — артиллеристы находились на удалении от фронта и не рисковали своей жизнью в наступлении; с другой стороны, в артиллерии служили самые образованные и квалифицированные офицеры, которые пользовались наибольшим уважением солдат. Следует заметить, что артиллерийские части сплошь и рядом использовались в качестве карательных — например, для разгона огнем „братающихся“ на нейтральной полосе. В итоге недоверие пехотинцев к артиллеристам достигло таких масштабов, что 18 августа 1917 года приказом верховного главнокомандующего было предписано „впредь… артиллерию не назначать в отряды, долженствующие усмирять пехотные части одного с ней корпуса или дивизии…“».

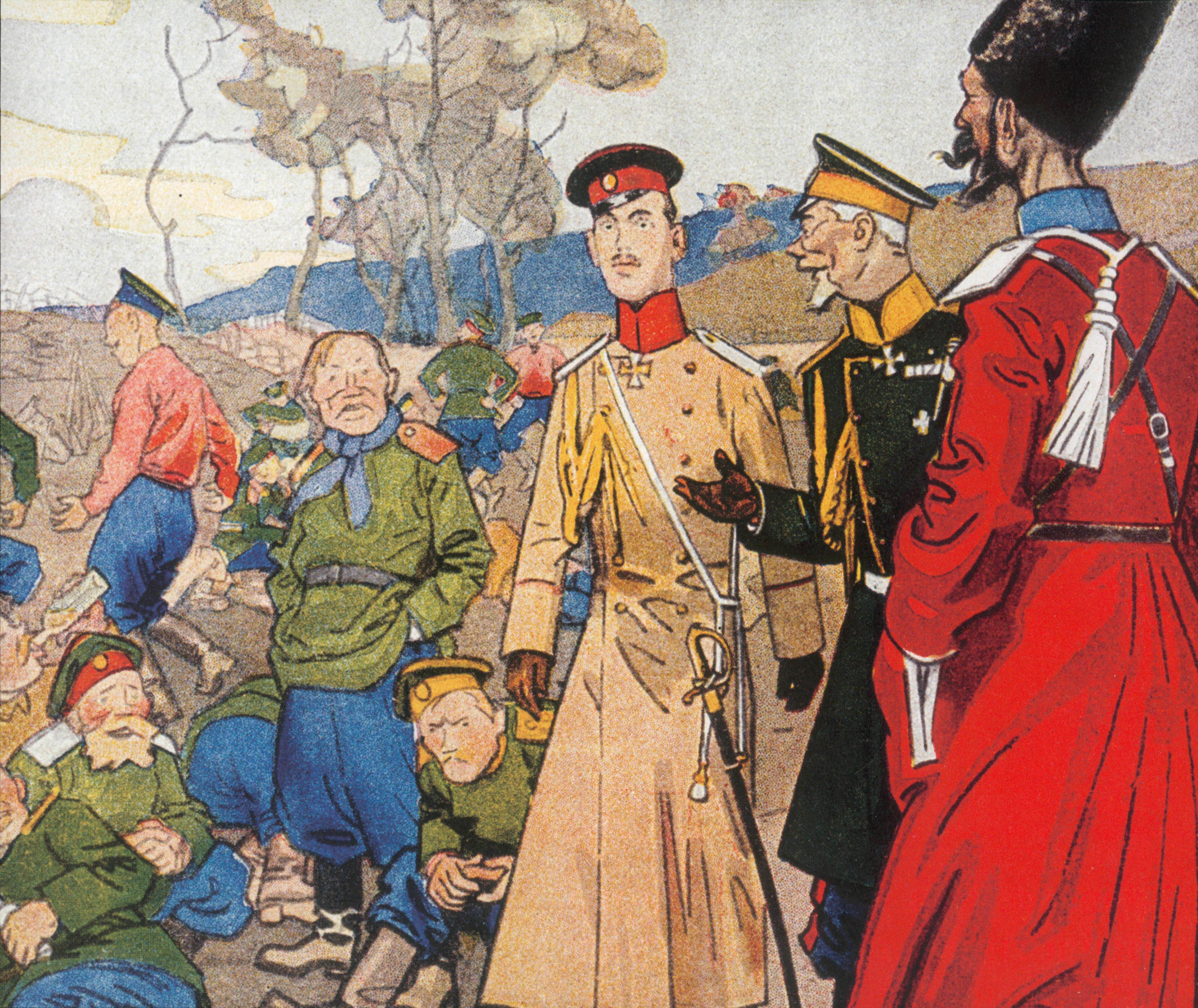
Немецкая карикатура на Великого князя Михаила Александровича и разложение русской армии, 1917 год

Особенно ненадёжными зимой 1916/1917 года стали запасные батальоны. Секретное совещание в Ставке 18 марта 1917 года констатировало, что «Укомплектование людьми в ближайшие месяцы подавать на фронт в потребном числе нельзя, ибо во всех запасных частях происходят брожения».
Особенно взрывоопасными стали настроения в запасных батальонах Петроградского гарнизона численностью до 160 тыс. чел. Готовясь к планировавшемуся весеннему наступлению 1917 года, царское правительство мобилизовало резервистов четвёртой очереди, многим из которых было уже за 40. По мнению Керсновского А. А., «образованные зимой 1916/17 годов низкокачественные дивизии 4-й очереди были мертворождёнными».
Как отмечает Ричард Пайпс, 160-тысячный гарнизон был втиснут в казармы, рассчитанные на 20 тыс. чел.; кроме того, разместившись в бурлившей столице империи, новобранцы имели возможность контактов как с недовольными революционерами, так и с прибывавшими с фронта на лечение раненными солдатами. Начальник Петроградского охранного отделения К. И. Глобачёв высказывал серьёзные сомнения в лояльности этих солдат, однако все они были отвергнуты командованием округа. Проекты переместить развернутые запасные батальоны из взрывоопасного Петрограда в какое-либо другое место также не были реализованы под предлогом того, что для них более нигде «нет места».

## Солдатские комитеты
Процесс разложения бывшей царской армии был начат уже во время Февральской революции, Приказом № 1 Петросовета. Его авторство обычно приписывается внефракционному социал-демократу Соколову Н. Д.; апокрифическая картина изображает Соколова, записывающего основные положения Приказа под диктовку обступивших его со всех сторон революционных солдат.
Ричард Пайпс подчёркивает, что Приказ был принят Советом безо всякого согласования с Временным комитетом и затем с Временным правительством; узнав о его появлении, комиссар Временного правительства, и затем военный министр, Гучков А. И., безуспешно пытался добиться его отмены или, по крайней мере, распространения только на тыловые части. Свои протесты вскоре также заявил начальник штаба Верховного Главнокомандующего (и затем — Верховный Главнокомандующий), генерал Алексеев М. В. Непосредственно во время Февральской революции под давлением Милюкова П. Н. была заблокирована одна из наиболее радикальных идей Совета — введение в армии выборов офицеров.
В последний раз обращаюсь к Вам, горячо любимые мною войска. После отречения моего за себя и за сына моего от престола Российского, власть передана Временному правительству, по почину Государственной Думы возникшему. Да поможет ему Бог вести Россию по пути славы и благоденствия. Да поможет Бог и Вам, доблестные войска, отстоять Россию от злого врага. В продолжении двух с половиной лет Вы несли ежечасно тяжёлую боевую службу, много пролито крови, много сделано усилий, и уже близок час, когда Россия, связанная со своими доблестными союзниками одним общим стремлением к победе, сломит последнее усилие противника. Эта небывалая война должна быть доведена до полной победы.

Кто думает о мире, кто желает его — тот изменник Отечества, его предатель. Знаю, что каждый честный воин так мыслит. Исполняйте же Ваш долг, защищайте доблестную нашу Великую Родину, повинуйтесь Временному правительству, слушайте Ваших начальников, помните, что всякое ослабление порядка службы только на руку врагу.

Твёрдо верю, что не угасла в Ваших сердцах беспредельная любовь к нашей Великой Родине. Да благословит Вас Господь Бог и да ведёт Вас к победе Святой Великомученик и Победоносец Георгий.

8-го марта 1917 г.

Ставка. НИКОЛАЙ.
В комитете это вызвало бурную реакцию. Председатель комитета М. В. Родзянко бушевал: «Кто это написал?! Это прямо для немцев… Предатели!.. Что теперь будет?». В. В. Шульгин оставил следующую запись в своём дневнике:

Я взял бумажку, думая, что это прокламация. Стал читать… и в глазах у меня помутилось… Это был знаменитый впоследствии «приказ № 1».

— Откуда это?

— Расклеено по всему городу… на всех стенках…

Я почувствовал, как чья-то коричневая рука сжала моё сердце. Это был конец армии…
 Последствия немедленно сказались. Со всех сторон стали доходить слухи, что офицеров изгоняют, арестовывают.
Из всех положений Приказа наиболее тяжёлые последствия имело формирование солдатских комитетов, фактически отменившее в армии принцип единоначалия. Уравнение солдат в правах с остальным населением привело также к широкому участию солдат в политической жизни: митинги и неограниченная политическая агитация в войсках (в большинстве армий мира обычно запрещённая), формирование солдатских (наравне с рабочими или крестьянскими) секций Советов разных уровней. Солдатские комитеты уже существовали в 1916 году и создавались в войсках ранее во время революции 1905 года, но ни в 1905, ни в 1916 году их существование не было санкционировано центральной властью, а последние из указанных комитеты 1916 года, опиравшиеся главным образом на либерально настроенных думцев, вели себя гораздо скромнее и были куда сдержаннее в своих требованиях, их требования сводилась главным образом к отказу воевать, подстрекательством к массовому бегству, невыполнению приказов командования, пассивному сопротивлению, то есть были своего рода военной разновидностью широко распространённых тогда профсоюзных стачек, в которых комитеты выполняли функцию профсоюза для военных, — даже несмотря на это митинговавшие и комитетчики в июле 1916 года были расстреляны «батальонами смерти» по приказу Л. Г. Корнилова во время катастрофических поражений и бегства русских войск с фронта на фоне чуть было не провалившегося Брусиловского прорыва, что позволило на какое-то время застабилизировать ситуацию на фронте и избежать полной анархии и катастрофы в 1916 году.
В течение марта — апреля 1917 года вновь начала формироваться многоуровневая система солдатских комитетов — ротного, полкового и армейского уровней. На уровне корпусов и фронтов появились непостоянные съезды, при Ставке был создан постоянный Центральный совет. В комитеты входили и офицеры, и солдаты. Эта система была закреплена постановлением № 51 Верховного Главнокомандующего от 30 марта, и последующим через две недели постановлением военного ведомства.
По данным исследователя Б. И. Колоницкого, результатом военной реформы стало появление в России целого «комитетского класса» (членов солдатских комитетов), как правило из унтер-офицеров, до революции исключенных из политической жизни цензовой системой (см. Избирательная система 1907 года):

Представим себе среднего комитетчика, унтер-офицера из крестьян. Он пользуется уважением однополчан, он завоевал его либо героизмом, проявленном в боях, либо успехами в овладении революционным языком, которое он продемонстрировал на многочисленных митингах. Опыт ветерана и умение «митинговать» были залогом политической карьеры. Уже сам факт пребывания в комитете избавляет его от надоевших нарядов и дежурств. Но вот из грязных окопов, из блиндажей и землянок, кишащих вшами, этот комитетчик едет на съезд комитетов армейского корпуса. Съезд происходит в тыловом городе, возможно, в губернском центре. Депутаты окружены заботой: их встречают штабные автомобили, они поселены в специальном общежитии, они спят на чистых простынях, им выдают талоны в столовые. За их голосами охотятся представители различных политических партий, они получают всевозможные брошюры и листовки, которые вручают им местные активисты. А также и активистки, что делает ситуацию ещё более увлекательной. Кто бы отказался от такой интересной жизни?

12 (25) марта была отменена смертная казнь. В ходе военно-судебной реформы были отменены военно-полевые суды, заменённые на коллегии из выборных представителей от офицеров и от солдат.
Весной 1917 года солдатские комитеты вступили в многочисленные конфликты с офицерами и генералитетом, на Западном фронте по требованиям комитетов к июлю уволены до 60 полковников и генералов. Общее количество смещённых генералов по всем фронтам оценивается в 120—150 (см. также Революционная чистка генералитета).
Исследователь Гончаров В. Л. приводит следующий характерный пример ходатайства солдат о смещении начальника (орфография сохранена):

В Исполнительный Комитет
Гг. Депутатам государственной думы
Братцы Покорнейше просим Вас помогите нам в нашем 13-м тяжелом артиллерийском дивизионе полковник Биляев, родственник бывшего военного министра Биляева, убрать который распространяет слухи, что неверте свободе ети люди сего дня красный флаг, азавтра чёрный и зелёный. Это могут потвердить первые выборные совдачки депутаты его дивизиона, которые ему являлись, но как запуганные старым режимом боятся говорить им правду. Ещё командир 3-й батареи того же дивизиона капитан Ванчехазе, сын арестованного генерала Ванчехи в прошлом году подвез свою батарею под самую неприятельскую позицию которую по первому приезду благодаря спас вновь назначенный покойный подполковник Ковальский, ещё был у нас ураганный бой под дер. Уманцом и он неизволил выбыть нанаблюдательный пункт, стрилял из своего окопа на божий свет это могут потвердить фереверкеры и прислуга орудий №. Ещё разгневанный выстроил всю батарею в дер. Угрине и говорит, что я Вас подведу под самые пули, что некого неостанется, безовсякой причины бил совдат и наказывал безовсякой вины, которое могут потвердитвся батарея, что он изменик Государства и нашей дорогой родины; покорнейше просим убрать нашего внутренаго врага Ванчехазу, я за которого защищает командир того же дивизиона обращались в дивизионный комитет, через депутата Кравченку, но комитет говорит этого приказа нет убрать, а все это как запуганы старым режимом, боятся командира дивизиона. Покорнейше просим убрат 3 бат. команд, за старые истязание. Не можем совершено его требования исполнять.
Солдаты 3 батареи 13-го тяжелого полевого Артиллериского дивизиона покорнейше просим убрать нашего внутреннего врага!

В России успело смениться три Верховных Главнокомандующих, несколько раз менялись командующие всех пяти фронтов и четырнадцати армий, из 225 полных генералов, состоявших на службе на март 1917 года, Временное правительство уволило 68, присвоив это звание лишь 7. Общее же количество смещённых генералов историк Сергей Базанов оценивает, как 374.
9 (22) мая 1917 года опубликована «Декларация прав солдата», окончательно уравнявшая солдат в правах с гражданским населением.
По заявлению генерала Брусилова А. А., «…если её объявят — нет спасения. И я не считаю тогда возможным оставаться ни одного дня на своем посту», генерал Драгомиров А. М. заявил, что «господствующее настроение в армии — жажда мира. Популярность в армии легко может завоевать всякий, кто будет проповедывать мир без аннексий».
Весной 1917 года фактически отменена обязательность выполнения приказов, которые разделяются на «боевые» и «небоевые».
Генерал Алексеев М. В. указывал, что «дисциплина же составляет основу существования армии. Если мы будем идти по этому пути дальше, то наступит полный развал. Этому способствует и недостаток снабжения. Надо учесть ещё и происшедший в армии раскол. Офицерство угнетено, а между тем, именно офицеры ведут массу в бой. Надо подумать ещё и о конце войны. Всё захочет хлынуть домой. Вы уже знаете, какой беспорядок произвела недавно на железных дорогах масса отпускных, и дезертиров. А ведь тогда захотят одновременно двинуться в тыл, несколько миллионов человек. Это может внести такой развал в жизнь страны и железных дорог, который трудно учесть даже приблизительно. Имейте ещё в виду, что возможен при демобилизации и захват оружия».
Нарастающая дезорганизация в армии наглядно проявилась во время июньского наступления 1917 года. Ряд полков отказались идти в наступление, множество солдат дезертировали. В июле-августе немцы предприняли контрнаступление, в августе взяли Ригу. Отказ солдат запасных полков от отправки на фронт вызвал их восстание 4—7 июля 1917 года в Нижнем Новгороде, для подавления которого пришлось вызывать юнкеров и верные Временному правительству части из Москвы; конфликт дошёл до боевых действий на улицах города вплоть до применения артиллерии с жертвами с обеих сторон.
Со временем разложение распространилось и на русские части, воевавшие на Западном фронте. 3 (16) сентября 1917 года произошло восстание солдат русского экспедиционного корпуса во Франции в Ля-Куртин близ города Лимож, подавленное с помощью артиллерии.
Параллельно с процессом большевизации Советов в сентябре — октябре 1917 года на фоне общей радикализации общественного мнения в то же время протекает и большевизация солдатских комитетов. Наиболее активно этот процесс шёл на ближайшем к Петрограду Северном фронте, и в меньшей степени на Западном фронте. На более удалённых Румынском, Юго-Западном и Кавказском фронтах влияние большевиков было слабее. Ко времени Октябрьской революции большевизация армии дошла в целом до 40 %, большевизация Северного и Западного фронтов — до 62 % и 65 % соответственно.
В целом большевизация солдатских комитетов шла в первую очередь снизу, в звене рота — батальон — полк, в результате чего к октябрю 1917 года образовался резкий разрыв между большевизированными низовыми солдатскими комитетами и эсеро-меньшевистскими комитетами уровня от бригады и дивизии и выше.

## Политическая агитация

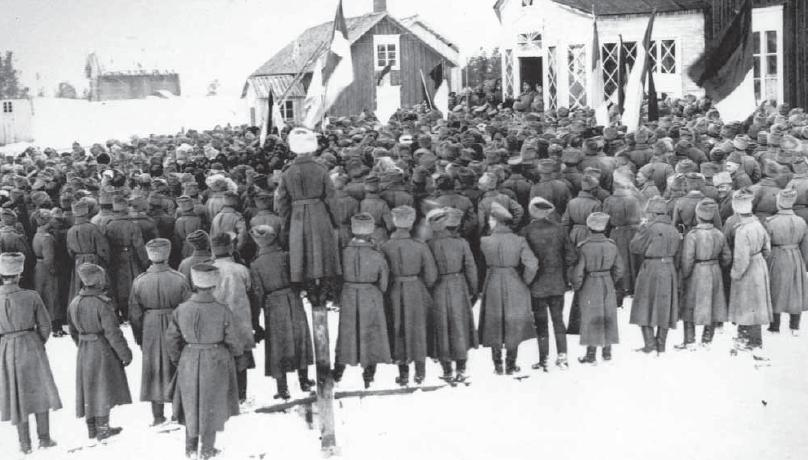
Солдатский митинг на Аландских островах, март 1917 года

Принцип уравнения солдат в правах с гражданским населением означал и свободу политической агитации в войсках, во всех армиях мира обычно запрещённую. По данным исследователя Сергея Базанова, целый ряд политических партий был заинтересован в ведении пропагандистской работы в армии, поскольку в ней на февраль 1917 года было сосредоточено до 9 млн человек. Среди солдат широко распространялись газеты, листовки, брошюры.
Умеренная либеральная партия кадетов выпустила только за март — апрель 1917 года до 2 млн экземпляров листовок и плакатов. Однако кадетская агитация не имела особого успеха среди солдат, в отличие от офицеров. Образованный в мае I Всероссийским офицерским съездом Главный комитет Союза офицеров армии и флота был в целом прокадетским.
Среди солдат же в первую очередь пользовались популярностью газеты социалистических партий, на первую половину 1917 года — в основном издания эсеровские и эсеро-меньшевистские: «Известия Петроградского совета», «Голос солдата», «Рабочая газета», «Дело народа», «Народная армия» и «За народ».
Большевики распространяли в войсках свои газеты «Солдатская правда», «Окопная правда» и «Социал-демократ».

## Отмена монархической символики
Как отмечает исследователь Л. Е. Шепелев в фундаментальной работе «Титулы, мундиры, ордена в Российской империи», в марте — апреле 1917 года происходил массовый отказ от монархической символики: 21 марта была распущена царская военная свита с уничтожением «военно-придворных» (свитских) званий, 16 апреля отменены погоны на флоте, императорские вензеля и короны. В армии погоны сохранялись, но с них были сняты вензеля отрёкшегося императора. Вензеля было приказано снять также со знамён, но этот приказ не был исполнен во всех полках, а часть знамён была сохранена офицерами.
В стране происходило массовое переименование городов, кораблей и учреждений, ранее носивших монархические названия. Русская Императорская гвардия была переименована в Российскую гвардию. 4 марта генерал М. В. Алексеев переименовал Собственный Его Императорского Величества Конвой — в Конвой Верховного Главнокомандующего. К лету 1917 года Конвой начал вызывать всё большую неприязнь солдат армейских частей и был распущен.
В марте — апреле введены изменения в государственную символику: из государственного герба, изображавшего двуглавого орла, были устранены монархические символы: короны, скипетр, держава, орден св. Андрея Первозванного, изображение св. Георгия Победоносца и гербы областей России. Существовавшее в армии титулование: «благородие», «высокоблагородие», «превосходительство», «высокопревосходительство» было заменено на обращения по чину «господин поручик», «господин полковник».
22 марта приказом военного министра были отменены шефства над воинскими  частями, где ранее шефами являлись члены Императорской фамилии. Впоследствии были отменены также шефские названия покойных членов императорской фамилии.

## Вклад большевистской партии в процесс разложения армии
Историк российской армии С. В. Волков действия большевистской партии в годы Первой мировой войны приравнивал к участию в этой войне на стороне противников России. Призывы большевиков к поражению России в войне и превращению империалистической войны в войну гражданскую не оставались только теоретическими разработками. На протяжении всей войны большевики вели практическую работу по разложению Русской армии, а сразу после Февральской революции действия большевиков были направлены на разжигание в армии социальной розни — на натравливание солдат на офицеров и физическое уничтожение последних.

## Братания

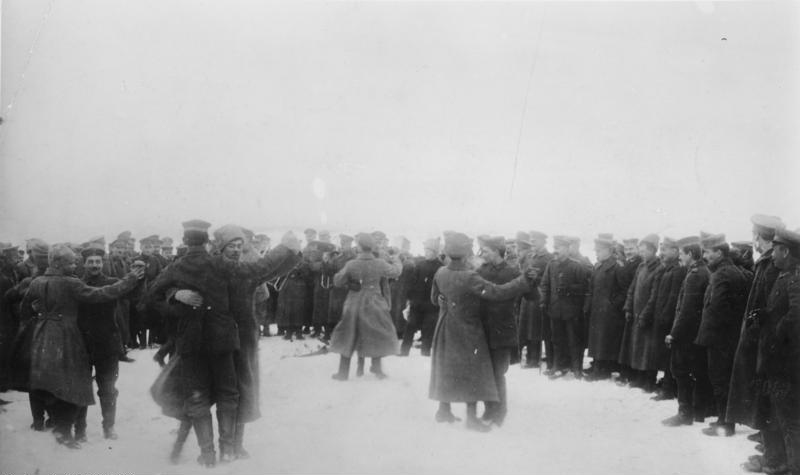
Братание на российско-австрийском фронте, 1917 год

Первые за войну братания были зафиксированы в 1915 году, и стали широко распространяться со второй половины 1916 года. Весной 1917 года произошёл резкий всплеск количества братаний.
По данным исследователя Сергея Базанова, под прикрытием братаний австро-венгерская разведка совершила 285 разведывательных контактов.
Большевики последовательно поддерживали идею братаний в соответствии с решениями VII Всероссийской конференции РСДРП(б), прошедшей в апреле 1917 года. 21 апреля 1917 года Ленин В. И. выступает в пользу братаний со своей статьёй «Воззвание к солдатам всех воюющих сторон» в газете «Правда», 28 апреля публикует также в «Правде» статью «Значение братанья».
Подавив неудачную попытку выступления большевиков и анархистов в Петрограде (см. Июльские дни), Временное правительство 12 июля 1917 года восстановило на фронте смертную казнь. Братание было запрещено под страхом расстрела. Командующий 5-й армией Северного фронта генерал Данилов Ю. Н. отдельно отметил своим приказом от 15 июля 1917 года, что «долг каждого верного России солдата, замечающего попытку к братанию, — немедленно стрелять по изменникам».
Однако с большевизацией солдатских комитетов в сентябре — октябре 1917 года ещё более резкий всплеск количества братаний произошёл осенью. Количество братаний за сентябрь 1917 года удвоилось по сравнению с августом, за октябрь — увеличилось в 5 раз по сравнению с сентябрём.
Немедленно после Октябрьской революции Верховный Главнокомандующий генерал Духонин Н. Н. отказывается выполнить распоряжение Советского правительства о начале мирных переговоров. 9 ноября Ленин обращается напрямую к солдатам с предложением полкам самим «выбрать уполномоченных» для ведения переговоров, «Совет Народных Комиссаров даёт вам права на это». На практике это вылилось в непрерывную цепь братаний с 14 ноября по 5 декабря.
Договор о перемирии, заключённый между Россией и Центральными державами в декабре 1917 года, отдельно регламентировал проведение братаний. Австро-германская сторона настояла на том, что в каждом братании должно участвовать не более 25 человек с каждой стороны, должны быть отдельно оборудованы пункты для братания, оно само должно проходить «только от восхода до захода солнца». Однако на практике братания к концу 1917 года фактически выродились в меновую торговлю. 16 января 1918 года начальник штаба Верховного Главнокомандующего Бонч-Бруевич М. Д. в своём рапорте Совнаркому признал, что «деморализация достигла крайних пределов, братание превратилось в бойкую торговлю». Для облегчения торговли солдаты массово разбирают проволочные заграждения, в результате к середине января 1918 года единая линия фронта прекращает своё существование.

## Рост дезертирства
Вскоре после Февральской революции резко возросло дезертирство. По разным оценкам, солдаты бывшей Российской императорской армии на 80-90 % состояли из крестьян, многих подталкивало к дезертирству стремление успеть в свои деревни к «чёрному переделу» земли. Стихийные самозахваты земли начались уже в апреле 1917 года, когда известие о Февральской революции окончательно дошло до самых отдалённых уголков России. Первое массовое появление в деревнях вооружённых дезертиров относится уже к весне 1917 года, причём на этом этапе именно они зачастую становились инициаторами самозахватов земли. По оценке Ричарда Пайпса, подобные действия вооружённых людей в форме, ранее служивших в массовом сознании русских крестьян оплотом порядка, сильно способствовали появлению ощущения общего краха государственности, пробудив у крестьян ранее сдерживавшиеся государством глубинные анархистские инстинкты.
По описанию Суханова Н. Н.,

В «больших» газетах появились постоянные рубрики и крупные заголовки: «Анархия». Эта пресса была ныне переполнена описаниями всевозможных эксцессов и беспорядков…Эксцессов на самом деле было много, может быть, стало больше, чем прежде. Суды Линча, разгромы домов и магазинов, насилия и глумления над офицерами, над провинциальными властями, над частными лицами, самоличные аресты, захваты и расправы ежедневно регистрировались десятками и сотнями. В деревне участились поджоги и погромы усадеб. Крестьяне начинали по-своему «регулировать» землепользование, запрещали порубки лесов, угоняли помещичий скот, брали «под контроль» хлебные запасы и не давали вывозить их к станциям и пристаням….Но больше всего «нарушали порядок и государственную жизнь», конечно, разгулявшиеся солдаты.
Среди бездействующих столичных и провинциальных гарнизонов, в атмосфере неслыханной свободы, военная дисциплина, разумеется, пала. Железные цепи ослабли. Несознательность и распущенность серой массы давали себя знать. В тылу вся гарнизонная служба более или менее расстроилась, ученье почти не производилось, наряды нередко не выполнялись, караулы частенько не держались. Появились массы дезертиров — и в тылу, и на фронте.
Солдаты безо всяких разрешений огромными потоками направлялись на побывку домой. Они заполняли все железные дороги, совершая насилия над администрацией, выбрасывая пассажиров, угрожая всему делу транспорта и становясь общественным бедствием. Дезертирам назначались сроки обратной явки, затем эти сроки отодвигались, подкреплялись угрозами. В Совещании по созыву Учредительного собрания, открывшемся наконец (только) 25 мая, дезертиров постановили лишить избирательных прав: Керенский проектировал лишить их и права на землю. Но все это помогло мало. Солдаты текли по деревням из тыла и фронта, напоминая великое переселение народов. А в городах они переполняли и разрушали трамваи, бульвары, заполняли все общественные места. Там и сям сообщали о пьянстве, бесчинстве, буйстве.

Головин Н. Н. в своей работе «Военные усилия России в Мировой войне» пишет о появлении к ноябрю 1917 года до 1 млн 518 тыс. незарегистрированных и 365 тыс. зарегистрированных дезертиров. По оценке Головина, после Февральской революции среднее количество дезертиров в месяц возросло по крайней мере в пять раз.
Другим способом уклонения от службы стало массовое участие в солдатских комитетах разных уровней, разросшихся, по некоторым оценкам, до 300 тыс. чел., а по одному только Юго-Западному фронту — до 85 тыс. чел. Головин Н. Н. оценил как скрытое дезертирство также падение показателя возвращаемости больных, до 1 января 1917 года составлявшего для офицеров и солдат 92,4 % и 75,5 % соответственно и после Февральской революции упавшего до 58,6 % и 42,3 % соответственно. Широко распространилось составление фальшивых свидетельств о болезни под угрозой расправы над санитарным персоналом. Так, за февраль—июль 1917 заболеваемость офицеров выросла на 43 %, солдат — на 121 %.
По оценке Головина, дезертировало около четверти армии, и в целом дезертирство в 1917 году приняло такие масштабы, что можно говорить о стихийной демобилизации.
В марте—апреле 1917 года военный министр Гучков А. И. безуспешно пытался остановить массовое дезертирство, приказав наименее разложенным частям, в первую очередь кавалерийским, занять узловые железнодорожные станции. Гвардейский Кавалергардский полк в конце марта получил приказ занять станции Шепетовка и Казатин, к чему и приступил с 1—10 апреля. Попытки справиться с потоком дезертиров оказались бесполезными: так, только за 1 июля кавалергардские патрули арестовали 2340 дезертиров в Шепетовке и 1518 в Казатине. Так как не было ни помещений для такого количества арестантов, ни конвоя, дело ограничивалось лишь разоружением дезертиров, имели место случаи перестрелок с вооружёнными дезертирами. С 6 августа началось разложение уже среди самих кавалергардов, 30 августа солдаты полка высказали недоверие офицерам, в течение сентября практически все офицеры уволились.
Весной-летом 1917 года министру путей сообщения Некрасову Н. В. поступило множество жалоб железнодорожников на вооружённых дезертиров, захватывающих поезда. Так, 30 мая (12 июня) начальник станции Самодуровка сообщал, что дезертиры потребовали от него немедленно отправить их поезд, угрожая бросить начальника станции в топку. Британский военный атташе генерал Альфред Нокс отмечал, что «любимым спортом этих солдат, примостившихся на крышах классных вагонов, было мочиться в вентиляторы для того, чтобы досадить буржуям, едущим внутри вагонов. Противодействующих этому железнодорожных служащих они избивают».
Современники отмечали дезорганизацию, которую вносили дезертиры в железнодорожное сообщение: зачастую они заставляли отправлять свои эшелоны силой, задерживая другие поезда, в том числе поезда с продовольствием, следующим в большие города, и поезда с пополнениями, следующими на фронт. В некоторых случаях дезертиры могли остановиться на какой-либо станции и после продолжительного митинга постановить вернуться обратно.
Имело место также массовое дезертирство следовавших на фронт маршевых рот; по свидетельству Родзянко М. В., пополнения из тыловых батальонов прибывали на фронт с утечкой в 25 % солдат, разбегавшихся по дороге.
В Киеве значительное количество скопившихся дезертиров стало заметным фактором политики. Начиная с апреля 1917 года, они начали записываться в национальные украинские части, рассчитывая на неотправку на фронт. 5 июля 1917 года толпа в 5 тыс. дезертиров-украинцев объявила себя 2-м Украинским полком имени гетмана Полуботка, захватила арсенал и вооружилась. Составленный из дезертиров, также по национальному принципу, Первый украинский имени Богдана Хмельницкого полк («богдановцы») считался «элитным», однако, при попытке 8 августа 1917 года отправить его на фронт взбунтовался на станции Пост-Волынский, — в 9 километрах от Киева. После этого полк был разоружён силами не затронутого разложением гвардейского Кирасирского полка (заблокировавшего станции Святошино и Боярка) и отряда юнкеров, при чём было 16 убитых. Вскоре после этих событий взбунтовался и 2-й Украинский полк имени гетмана Полуботка, попытавшийся арестовать командующего войсками Киевского военного округа генерала Оберучева К. М. После прихода к власти большевиков в Петрограде Кирасирский полк оказался в сложном положении: по постановлению командования дивизии и солдатских комитетов должен был «украинизироваться», причём отношение к нему правительства Центральной Рады после подавления мятежей «богдановцев» и «полуботковцев» было враждебным. В связи с нежеланием кирасиров (как офицеров, так и нижних чинов) «украинизироваться» 6 декабря 1917 года общее собрание офицеров окончательно постановило распустить полк, 10 декабря был издан последний приказ по полку (№ 343), в котором говорилось: «…полк категорически отказался украинизироваться, что по единодушному решению офицеров и кирасир было бы явно недопустимым для старого русского гвардейского полка. Наша полковая Святыня — Штандарт — после отказа полка украинизироваться был заблаговременно вывезен за пределы Украины. Когда Господу Богу угодно, мы соберемся вокруг своего Штандарта и снова станем на стражу чести нашей дорогой великой родины — России, истерзанной войной и междоусобными распрями. Соберемся тогда все, как один, и снова будем служить так же честно, как 200 лет служили наши деды и, как мы служили до сегодняшнего, последнего дня нашего горячо любимого родного полка, просуществовавшего 215 лет…».

## Гвардия в 1917 году
По состоянию на лето 1917 года части бывшей Российской императорской гвардии, особенно кавалерийские, оставались наименее разложенными. Тем не менее, процессы распада затронули и их; при этом исследователь Александр Дерябин отмечает, что разложение гвардии, как правило, не сопровождалось эксцессами в виде самосудных избиений и убийств офицеров.
Кавалергардский полк в апреле — ноябре охранял ключевые железнодорожные станции Шепетовка и Казатин, безуспешно пытаясь остановить поток дезертиров. С августа 1917 года началось разложение уже среди самих кавалергардов. Окончательно полк расформирован в феврале-марте 1918 в городе Ливны Орловской губернии.
Лейб-гвардии Конный полк 28 июля 1917 года был переименован в Конный полк (Конную гвардию). В декабре 1917 года началось расформирование полка, завершившееся в феврале-марте 1918 года в городе Жмеринка, причём офицеры и солдаты 2-го дивизиона просто разъехались по домам. Около 150 солдат полка вернулись в свои казармы в Петрограде, войдя в состав 1-го конного полка РККА. Весной 1919 года полк попытался перейти на сторону белогвардейцев; большевики окружили его превосходящими силами, разоружили и провели расстрелы.
Бывший Кирасирский Его Величества полк с апреля приступил к охране Киевского железнодорожного узла. В декабре отказался выполнять приказ украинского Войскового генерального секретариата и «украинизироваться». Вместо этого кирасиры предпочли расформироваться. Бывший Кирасирский Её Величества полк расформирован 22 апреля 1918 года приказом комиссариата по военным делам Петроградской трудовой коммуны № 72 от 14 мая 1918 года. Приказом № 156 от 19 июня 1918 года расформирован с 1 июня бывший Лейб-гвардии драгунский полк.
Конно-гренадерский полк расформирован в марте-апреле 1918 года в районе Шепетовки и Изяславля.
Лейб-гвардии Уланский Его Величества полк в октябре 1917 года был направлен в Москву на поддержку белогвардейскому Комитету общественной безопасности, однако был остановлен в городе Гжатск, где впоследствии подвергся украинизации. В декабре 1917 года полк на пути из Орши в Могилев был блокирован превосходящими силами большевиков, все военнослужащие были распущены по домам.
Собственный Его Императорского Величества Конвой вызывал особое раздражение революционных солдат, и уже 4 марта 1917 года был переименован в Конвой Верховного Главнокомандующего, официально распущен 30 марта. Входившие в его состав казачьи сотни в конце 1917 года приняли участие в первых боях с большевиками.
Лейб-гвардии Казачий полк начал разлагаться в сентябре 1917 года. В январе 1918 года полк разложился окончательно, произошли убийства офицеров. Уцелевшие офицеры вступили в формирующиеся белогвардейские части.
Лейб-гвардии Атаманский полк в декабре 1917 года прибыл на Дон, где самораспустился в середине января 1918 года, офицеры полка вступили в белогвардейские части. Официально полк расформирован приказом комиссариата по военным делам Петроградской трудовой коммуны за № 137 от 7 июня 1918 г.
1-я батарея лейб-гвардии конной артиллерии в январе 1918 года самораспустилась, 3-я батарея подверглась «украинизации». 4-я батарея, опасаясь разоружения украинскими войсками, самораспустилась. 6-я батарея убыла в Таганрог, где также самораспустилась.

## Исчерпание мобилизационных ресурсов

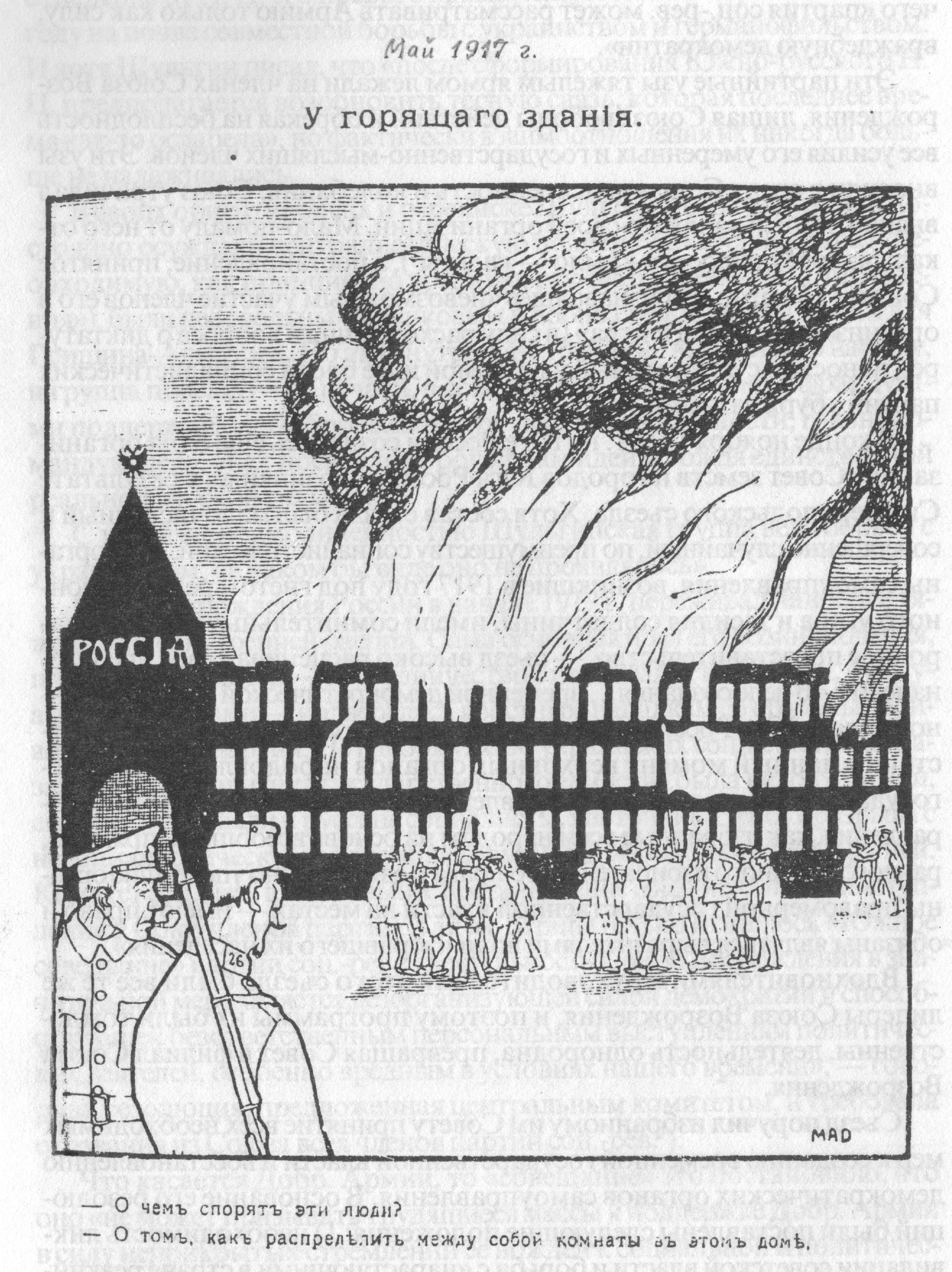
Россия — горящий дом. Май 1917. Рисунок Михаила Дризо

Россия пришла к исчерпанию мобилизационных ресурсов уже к 1916 году, с началом массового призыва ратников 2-го разряда (то есть ополченцев 2-й очереди) старших возрастов (32—43 года).
Ещё в 1915 году кадетский депутат А. И. Шингарёв предлагал отправить на фронт полицейских. В конце 1916 года член Государственного совета Владимир Иосифович Гурко, брат генерала Василия Иосифовича Гурко, подал царю аналитическую записку о приближающемся исчерпании мобилизационных ресурсов. 8 (22) декабря 1916 года записку о том же подал вр. и. д. начальника штаба Верховного Главнокомандующего генералу Гурко военный министр Д. С. Шуваев; по его оценке, «принимая во внимание, что для пополнения потерь в армии штаб Верховного главнокомандующего признает необходимым высылку ежемесячно в среднем 300 000 человек, можно сказать, что имеющихся в распоряжении Военного министерства контингентов хватит для продолжения войны лишь в течение 6-9 месяцев».
Проблема исчерпания мобилизационных ресурсов встала во весь рост уже при Временном правительстве. Она многократно усугублялась решением о «невыводе революционных частей Петроградского гарнизона на фронт» и также массовым дезертирством из следующих на фронт маршевых рот.
Французский посол в Петрограде Морис Палеолог в своих воспоминаниях называл постановление о невыводе частей Петроградского гарнизона на фронт «позорным». Он обращал внимание на то, что в ходе Французской революции произошли прямо противоположные события: в ходе всеобщего патриотического подъёма началось стихийное формирование ополчения «федератов», прибывавших из провинциальных департаментов страны в столицу. Революционные марсельские федераты принесли с собой в Париж гимн «Марсельеза».
4 (17) сентября 1917 года последний военный министр Временного правительства генерал А. И. Верховский в своей записке и. о. начальника штаба Верховного Главнокомандующего отметил фактически наступившее исчерпание мобилизационных ресурсов.

…некомплект всех фронтов возрос до 674 000 человек. … ведение войны в тех размерах, в коих она велась до последнего времени, нам непосильно. Необходимо прежде всего считаться с тем, что ныне страна вступила в 4-й год беспримерной по своей тяжести войны. Из населения взято более 15 000 000 работников, в стране полная разруха во всех отраслях экономической жизни, дальнейшее напряжение сил государства представляется немыслимым. … 700—800 тысяч человек — это последний ресурс, который могут дать запасные полки внутренних округов для дальнейшего ведения и окончания войны.
Правда, кроме указанных источников пополнения армии, для той же цели могут служить находящиеся внутри страны ещё не призванные контингенты: 1) годные к строю белобилетники, переосвидетельствование которых почти повсеместно заканчивается; 2) выздоравливающие эвакуированные; 3) задержанные дезертиры и 4) снимаемые поверочными комиссиями с фабрик, заводов, железных дорог, общественных организаций и т. п. Однако число людей этих категорий вообще незначительно и неопределенно, поэтому не может служить основанием для расчетов и соображений на укомплектование армии.
Я не привожу здесь одного источника пополнения армии, который ещё находится в стране, — это новобранцы 1920 г. (молодые люди, имеющие ныне 17-18 лет), так как считаю, что, выкачав из населения более 15 миллионов работников, брать из него ещё 600—700 тысяч человек, не отдав ему кого-либо, совершенно невозможно.
Такое положение повелительно указывает, что без решительных мер мы придем к окончательному экономическому краху, анархии и гибели государства. Необходимо смело и открыто посмотреть правде в глаза. Из изложенного ясно видно, что если бы и удалось пополнить существующий ныне некомплект действующей армии, то все равно поддерживать её в требуемом штатами комплекте штыков совершенно невозможно по отсутствию источников пополнения. Следовательно, необходимо принять энергичное решение — сократить армию, поддерживая её в комплекте теми источниками, которые уже находятся в ней самой.

## Самосуды над офицерами
Нарастающее разложение армии сопровождалось стихийными самосудами солдат и матросов над офицерами.
Перелом наступил 26 февраля, то есть ещё до издания Приказа № 1, в Волынском полку. Старший фельдфебель Тимофей Кирпичников застрелил прибывшего для успокоения солдат офицера и начал подстрекательство соседних частей к открытому неповиновению офицерам. Как отмечает академик А. И. Фурсов, «это был тот камешек, который сорвал лавину». Среди нижних чинов возобладал стадный инстинкт, началась вспышка агрессии и насилия в отношении офицеров (Кирпичников стал героем Февральской революции, его портреты стали выставляться на витринах, он был лично награждён Главнокомандующим генералом Л. Г. Корниловым, что ещё более привело в замешательство офицерский корпус). Утром 27 февраля членам Петроградского совета рабочих и солдатских депутатов от имени Керенского сообщили, что дума распущена, Протопопов объявлен диктатором, а в Волынском полку произошло выступление, полк перебил офицеров, вышел с винтовками на улицу и двигался к Литейному проспекту, над головами манифестантов развевались самодельные тёмные знамёна из тряпок. Там к толпе направился депутат В. Б. Станкевич, но из толпы к нему подбежал унтер-офицер: «Ваше благородие, не ходите, убьют! Командир батальона убит, поручик Устругов убит, и ещё несколько офицеров лежит у ворот. Остальные разбежались». Ситуацией воспользовались лица, заинтересованные в дестабилизации положения и захвате власти, в ночь с 27 на 28 февраля ими были разгромлены жандармские участки, полицейские участки, массово уничтожались городовые.
Началась цепная реакция. 28 февраля В. В. Шульгин напишет в своём дневнике: «До сих пор открытых враждебных действий против офицерства, как такового, не наблюдалось. А сегодня это началось».
В ходе Февральской революции на Балтийском флоте, главным образом в Кронштадте и Гельсингфорсе, 3 и 4 марта было убито до двухсот офицеров, включая командующего Балтийским флотом адмирала Непенина А. И., 1 марта убит командир Кронштадтского порта и военный губернатор Кронштадта адмирал Вирен Р. Н. В Петрограде во время революции солдаты разоружили многих офицеров, особо непопулярные погибли.
На первых порах недовольство солдат и матросов было нацелено в первую очередь на офицеров немецкого происхождения, под которыми зачастую могли пониматься вообще все лица с иностранными фамилиями.
В ходе Февральской революции в Гельсингфорсе революционные матросы арестовали до 50 офицеров, в Кронштадте — до 300. Тогда как в Гельсингфорсе большинство офицеров были отпущены в первые же дни после революции, в Кронштадте ещё в мае 1917 года находилось под арестом до 180 офицеров. Все попытки Временного правительства освободить их проваливались, натыкаясь на резкое противодействие Кронштадтского совета.
Генерал П. Н. Краснов в своих воспоминаниях приводил подобный пример самосуда:

…пехота, шедшая на смену кавалерии, шла с громадными скандалами. Солдаты расстреляли на воздух данные им патроны, а ящики с патронами побросали в реку Стырь, заявивши, что они воевать не желают и не будут.
Один полк был застигнут праздником пасхи на походе. Солдаты потребовали, чтобы им было устроено разговенье, даны яйца и куличи. Ротные и полковой комитет бросились по деревням искать яйца и муку, но в разоренном войною Полесье ничего не нашли. Тогда солдаты постановили расстрелять командира полка за недостаточную к ним заботливость. Командира полка поставили у дерева и целая рота явилась его расстреливать. Он стоял на коленях перед солдатами, клялся и божился, что он употребил все усилия, чтобы достать разговенье, и ценою страшного унижения и жестоких оскорблений выторговал себе жизнь. Всё это осталось безнаказанным, и казаки это знали.
Современники также приводили множество примеров расправ над офицерами, начиная с мая 1917 года. Так, помощник комиссара 1-го гвардейского корпуса в своём докладе указывал, что «за то, что офицеры высказывались за наступление, они были в течение двух дней лишены всякой пищи». В 299-м полку солдаты убили командира, предварительно засыпав ему глаза песком, 4 июля солдаты убили командира 22-го полка подполковника Рыкова, уговаривавшего полк идти на позицию. Особенно массовыми стали расправы над офицерами, начиная с «корниловского мятежа» в августе 1917 года. 25-26 августа 1917 года взбунтовалась 3-я пехотная дивизия Юго-Западного фронта и убила комиссара фронта, Линде Ф. Ф., и командующего дивизией генерал-лейтенанта Гиршфельдта. Оба происходили из обрусевших немцев, причём Линде разговаривал с немецким акцентом. Это дало повод толпе объявить обоих «немецкими шпионами».
Историк Русской армии С. В. Волков телеграмму следующего содержания: «Мне и офицерам остается только спасаться, так как приехал из Петрограда солдат 5-й роты, ленинец. В 16 часов будет митинг. Уже решено меня, Морозко и Егорова повесить. Офицеров разделить и разделаться. Много лучших солдат и офицеров уже бежало. Полковник Травников» — описывал как типичную для лета 1917 года. Телеграмма была получена 11 июня 1917 года штабом дивизии от командира 61-го Сибирского стрелкового полка.
Комиссар 12-й армии в своём докладе военному министру от 2 июля 1917 года сообщал, что толпа солдат 10-го полка 3-й Сибирской дивизии даже «разжаловала» штабс-капитана Яроцкого «за оскорбление», и докладывает, что «дело о 10-м полке передано судебным властям, но полк не считает нужным давать объяснения и не допускает следователей в части».
Погибший в августе 1917 года комиссар Линде Ф. Ф. в апреле 1917 был активным деятелем политического кризиса, подняв против правительства Финляндский полк. Одной из жертв самосуда стал даже социал-демократ Соколов Н. Д., которому обычно приписывается авторство Приказа № 1, положившего начало распаду армии. В июне 1917 года Соколов прибыл на фронт в составе делегации ВЦИК, и за попытки агитировать солдат не нарушать дисциплину был серьёзно ими избит. После этого происшествия Соколов несколько дней пролежал без сознания в больнице, и затем три месяца ходил с повязкой на голове.
К ноябрю 1917 года в результате деятельности большевиков на фронте было убито несколько сот офицеров, не меньше покончило жизнь самоубийством (только зарегистрированных случаев более 800), многие тысячи лучших офицеров смещены и изгнаны из частей. После прихода к власти большевиков солдаты совершили самосуд над верховным главнокомандующим генералом Духониным (см. Занятие большевиками Ставки Верховного Главнокомандующего).
С другой стороны, солдаты и матросы объясняли свои самосуды над офицерами высокой требовательностью, которую они предъявляли к нижним чинам, и жёсткими репрессиями против солдат и матросов, присоединившихся к революции 1905 года. Зам. председателя Кронштадтского совета большевик Раскольников Ф. Ф. так описывал одну из первых жертв революции, командира Кронштадтского порта и военного губернатора Кронштадта адмирала Вирена Р. Н.:

Разъезжая по городу в автомобиле, адмирал держал перед собой лист бумаги и карандаш и, едва замечал, что какой-нибудь зазевавшийся матрос не успел встать во фронт или встал с опозданием, как тотчас же приказывал шоферу остановиться, подзывал провинившегося, записывал его фамилию и, не стесняясь в выражениях, делал ему строжайшее внушение. Но этим дело не ограничивалось. Матрос знал, что самое большое наказание ещё впереди. После такой встречи с Виреном его зачастую сажали под арест на 30 суток.
…контролируя выполнение приказа, воспрещавшего матросам ношение собственной одежды, взял за правило лично проверять, имеется ли на внутренней стороне матросской форменки и брюк казенное клеймо. При этом нередко матросу приходилось наполовину разоблачаться на виду у всех, прямо на улице.
…Свирепого режима не избегло даже гражданское население, в том числе и кронштадтские гимназисты. Они тоже должны были оказывать Вирену знаки «воинской вежливости», то есть, попросту говоря, становиться перед ним во фронт, как и военнослужащие.

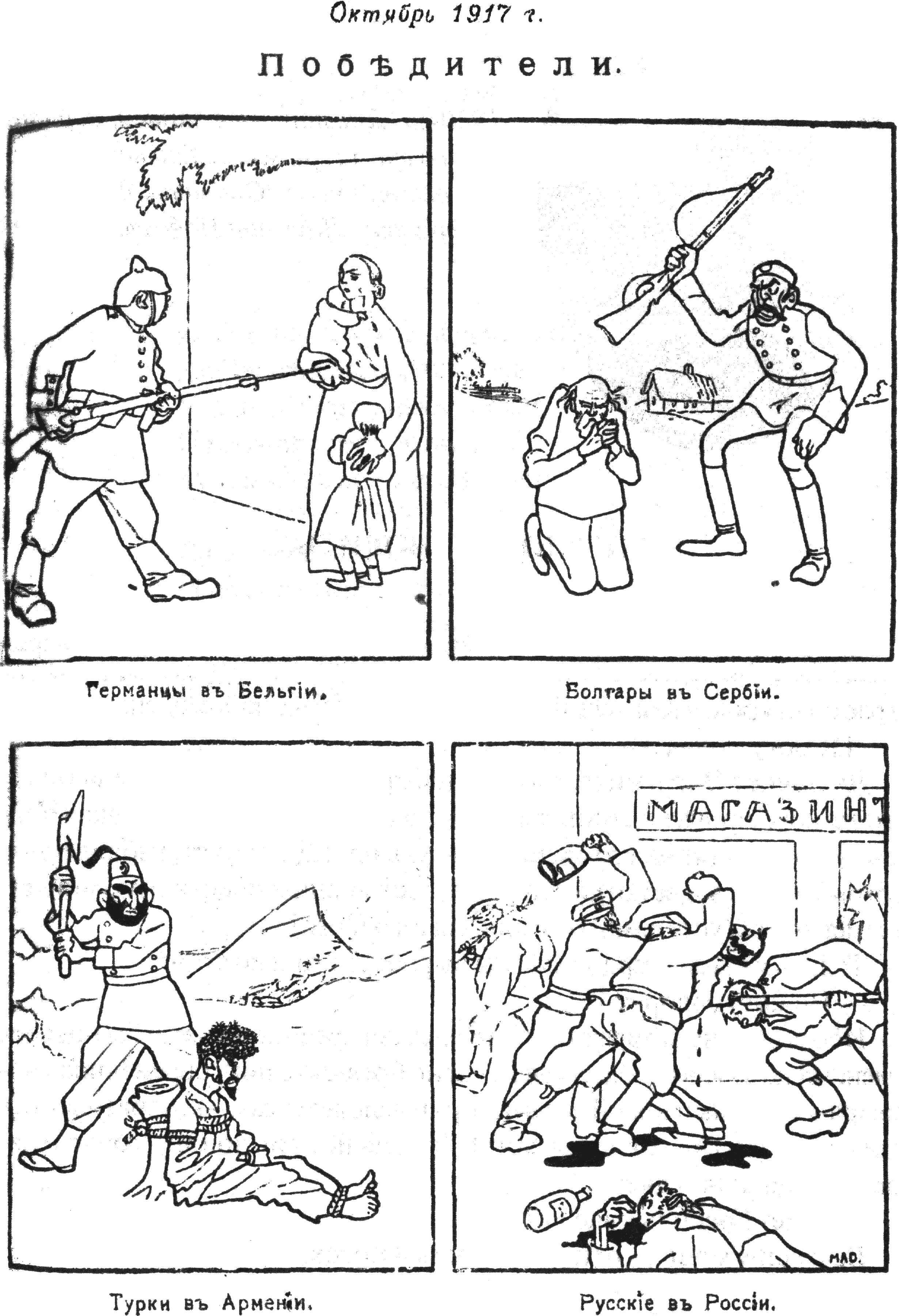
Карикатура «Победители»:
1. Германцы в Бельгии. 2. Болгары в Сербии. 3. Турки в Армении. 4. Русские в России // Из одесского журнала времён Первой мировой войны (Российская республика), октябрь 1917.

## Ударные части
Своеобразной реакцией на нарастающее разложение армии стало формирование, начиная с апреля-мая 1917 года, разнообразных «революционных частей» (соединений), получавших названия как «революционных», так и «ударных», «штурмовых» или «частей смерти». 19 мая был сформирован Корниловский ударный полк, в том же месяце верховный главнокомандующий генерал Брусилов приступил к организации так называемой «Армии Народной Свободы», однако эта инициатива была пресечена военным министром Керенским 30 мая 1917 года.
С июня 1917 года под патронажем генерала Брусилова началось так называемое «Движение смерти» («Движение частей смерти»), к моменту прихода большевиков к власти в «части смерти» по собственной инициативе записалось 312 частей общей численностью 600 тыс. чел., командование даже рассматривало вопрос о формировании так называемой «Армии смерти».
Приказом верховного главнокомандующего № 547 от 27 июня 1917 года знаком отличия таких частей была установлена кокарда в виде «адамовой головы». В рамках движения также началось формирование добровольческих женских батальонов. Создавались батальоны георгиевских кавалеров.
В советской историографии «части смерти» («ударные батальоны») 1917 года считались «контрреволюционными» и «прообразом Белой гвардии». С другой стороны, генерал Деникин называл подобные части «суррогатом армии», а генерал Краснов отмечал, что от них веяло «чем-то бутафорским».

## Офицерские организации
Параллельно с ростом солдатских комитетов активизировалось также и появление разнообразных офицерских организаций. Уже в марте образовалась Военная лига, заявившая, что «Военная Лига ограничивается обслуживанием лишь профессиональных интересов дела государственной обороны, исключая из сферы своей деятельности политику как таковую».
В апреле 1917 года был образован Временный революционный комитет, начавший подготовку к I Всероссийскому офицерскому съезду. Съезд собрался в Ставке Верховного Главнокомандующего в Могилёве 7—22 мая 1917 года в составе 298 делегатов. По итогам Съезда был образован Союз офицеров армии и флота, также был создан постоянный орган, Главный комитет офицерского союза.
На самом съезде выступали Верховный Главнокомандующий генерал Алексеев М. В., начальник штаба Верховного Главнокомандующего генерал Деникин А. И., председатель Временного комитета Госдумы Родзянко М. В., представители союзных держав. В своём выступлении генерал Алексеев заявил, что «Россия погибает. Она стоит на краю пропасти. Ещё несколько толчков вперед, и она всей тяжестью рухнет в эту пропасть. Враг занял восьмую часть её территории. Его не подкупишь утопической фразой: „мир без аннексий и контрибуций“. Он откровенно говорит, что не оставит нашу землю.». Генерал Деникин в своём выступлении отметил, что «в силу неизбежных исторических законов пало самодержавие, и страна перешла к народовластию. Мы стоим на грани новой жизни», однако «нет свободы в революционном застенке», «нет силы в той безумной вакханалии, где кругом стремятся урвать всё, что возможно, за счёт истерзанной Родины, где тысячи жадных рук тянутся к власти, расшатывая её устои».
20 мая офицерский съезд потребовал ареста Ленина, заявив, что «иначе народ убьёт его».
Уже в конце работы Съезда стало известно об отставке Верховного Главнокомандующего генерала Алексеева М. В.. В своём прощальном слове съезду он заявил:

Положение Германии нелёгкое, но воспитание народа в железной дисциплине, любви, объединяющей и примиряющей, спасает германский народ. В этом его сила, его могущество. Не спасла бы Германию и высокая техника, если бы не было примирения во внутренних отношениях. Все там несут одинаковые тяготы, все доблестно дерутся. В дисциплине спасается народ в такие минуты, когда всё, казалось, разваливается. Они недоедают три года, вытянули всё на фронт. Посмотрите, что сейчас осталось в Германии: инвалиды, дети и глубокие старики, всё отправлено на фронт.
А посмотрите в Петрограде, сколько там народа молодого, сильного, ещё не бывавшего в боях! В Германии воюет весь народ, и никто не говорит, что тяжело, что посеять некому. … Весь русский народ должен неумолчно говорить своим сынам на фронте, что необходим решительный удар по противнику, чтобы скорей войну довести до конца. Германию можно взять только голой силой, войну нужно выиграть.— 
В июне Военная лига и Союз офицеров совместно учредили Петроградский отдел Союза офицеров. Уже 12 июля Временное правительство попыталось закрыть Военную лигу, обвинив её в «контрреволюционности».
Одновременно, с 8 по 27 мая 1917 года в Петрограде прошёл Всероссийский съезд офицерских депутатов армии и флота, организованный Петроградским Советом офицерских депутатов и поддержанный Временным правительством и Петроградским Советом рабочих и солдатских депутатов. В работе съезда приняли участие 749 делегатов: генералов - 8, штаб-офицеров - 140, обер-офицеров - 516 (в т.ч. 79 капитанов и 151 прапорщик), военных чиновников - 72, священников - 1 и солдат - 12. Действующую армию представляли 456 делегатов, флот - 19 и тыловые гарнизоны - 273 делегата. Съезд проходил в Таврическом дворце. К участникам съезда с торжественным приветствием обратился А.Ф. Керенский, присутствовали министры Временного правительства, а также представители стран Антанты. Работой съезда руководил председатель исполнительного комитета Петроградского Совета офицерских депутатов генерального штаба подполковник А.Ф, Гущин, однако тон задавали депутаты – офицеры военного времени. Съезд объявил могилёвский съезд «техническим». Попытки некоторых депутатов свести работу съезда к рассмотрению только военных вопросов, провалилась. Съезд рассмотрел широкий спектр военно-политических проблем, стоявших перед Россией и армией. Съезд показал, что офицеры 1917 г. – это не аполитичная масса, не понимающая процессов, происходящих в русском обществе, а это люди, хорошо разбирающиеся в них. Съезд единогласно принял резолюции о войне и мире, о положении рабочего класса, об Учредительном собрании, о землепользовании.
На съезде впервые прозвучали опасения, что складывающаяся в стране политическая обстановка может привести к Гражданской войне. «Расслоение» депутатов съезда произошло при голосовании по докладу о Временном правительстве и соотношении его с Советом рабочих и солдатских депутатов. За резолюцию, предложенную от имени «группы, стоящей на платформе Временного правительства» (разделявшей позицию центристской партии Народной Свободы (кадеты)) и в которой признавалось, что единственным законным носителем Государственной власти является Временное Правительство, было подано 246 голосов. За резолюцию «объединённых групп, стоящих на платформе Совета рабочих и солдатских депутатов, группы «Единство» («Единение») и Исполкома Петроградского Совета офицерских депутатов» (разделяли позиции социалистических партий - Партии социалистов-революционеров и меньшевиков)) - 265. Воздержались 77 человек. Таким образом, эсеро-меньшевистский блок на съезде оказался сильнее кадетского. В принятой резолюции, в частности, отмечалось:

Для спасения страны от анархии и разложения, для укрепления завоёванной свободы, для защиты от внешнего врага и контр-революции, нужна единая, могучая, народная армия.
Для достижения этой цели единая полная власть. Такой властью является ныне Временное Правительство, которое до Учредительного Собрания должно быть ответственно перед волею революционнаго народа, в лице Всероссийского Совета Крестьянских, Рабочих и Солдатских Депутатов.
Ныне же, пока такового Совета нет, гарантией ответственности Временного Правительства перед страной является ответственность министров-социалистов перед пославших их Петроградским Советом Солдатских и Рабочих Депутатов.— 
После раскола съезд свернул свою работу, объясняя это необходимостью нахождением его делегатов в частях перед июньским наступлением.
К сожалению, работа съезда, по сути кадетско-эсеро-меньшевистского, и его документы мало исследованы отечественными историками. После открытия спецхранов сохранились единичные экземпляры типографского издания «Стенографического отчёта заседаний Всероссийского съезда офицерских депутатов армии и флота в г. Петрограде с 8 по 27 мая 1917 г.», которые были доступны только в двух крупнейших библиотеках Москвы и Санкт-Петербурга и только недавно электронная копия этого отчёта появилась на сайте РГБ. Единственной научной работой, в которой были рассмотрены материалы Съезда, стала опубликованная в 1990 г. в издательстве «Наука» монография военного историка, д.и.н. В.Д. Поликарпова «Военная контрреволюция в России в 1905-1917 гг.»
После Февральской революции активизировался также Союз георгиевских кавалеров, образованный задолго до 1917 года и объединявший как офицеров, так и солдат. Первой частью, образованной из георгиевских кавалеров, стал батальон, сформированный для охраны Ставки ещё царским правительством. Летом 1917 года Союз выступил с инициативой формирования новых, более многочисленных частей, составленных только из георгиевских кавалеров. Союз сформировал собственные исполнительные комитеты в ряде городов, в частности, в Петрограде, Симферополе, Гомеле и Рязани. 12 августа приказом Верховного Главнокомандующего генерала Корнилова сформировано четыре запасных георгиевских полка, по одному на каждый фронт, в Пскове, Минске, Киеве и Одессе; полки сведены в Георгиевскую запасную бригаду, подчинённую непосредственно главнокомандующему.
Однако остановить нарастающее разложение армии движению георгиевских кавалеров не удалось. В середине июня 1917 года георгиевский кавалер, поручик Семёновского полка Григорьев Л. Ф. явился в Петроград на приём к Ленину и заявил о вступлении в РСДРП(б), причём в качестве своего вступительного взноса он предложил партии все свои георгиевские кресты.

## Национальные части

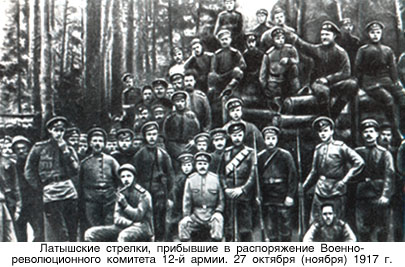
Латышские стрелки, ноябрь 1917

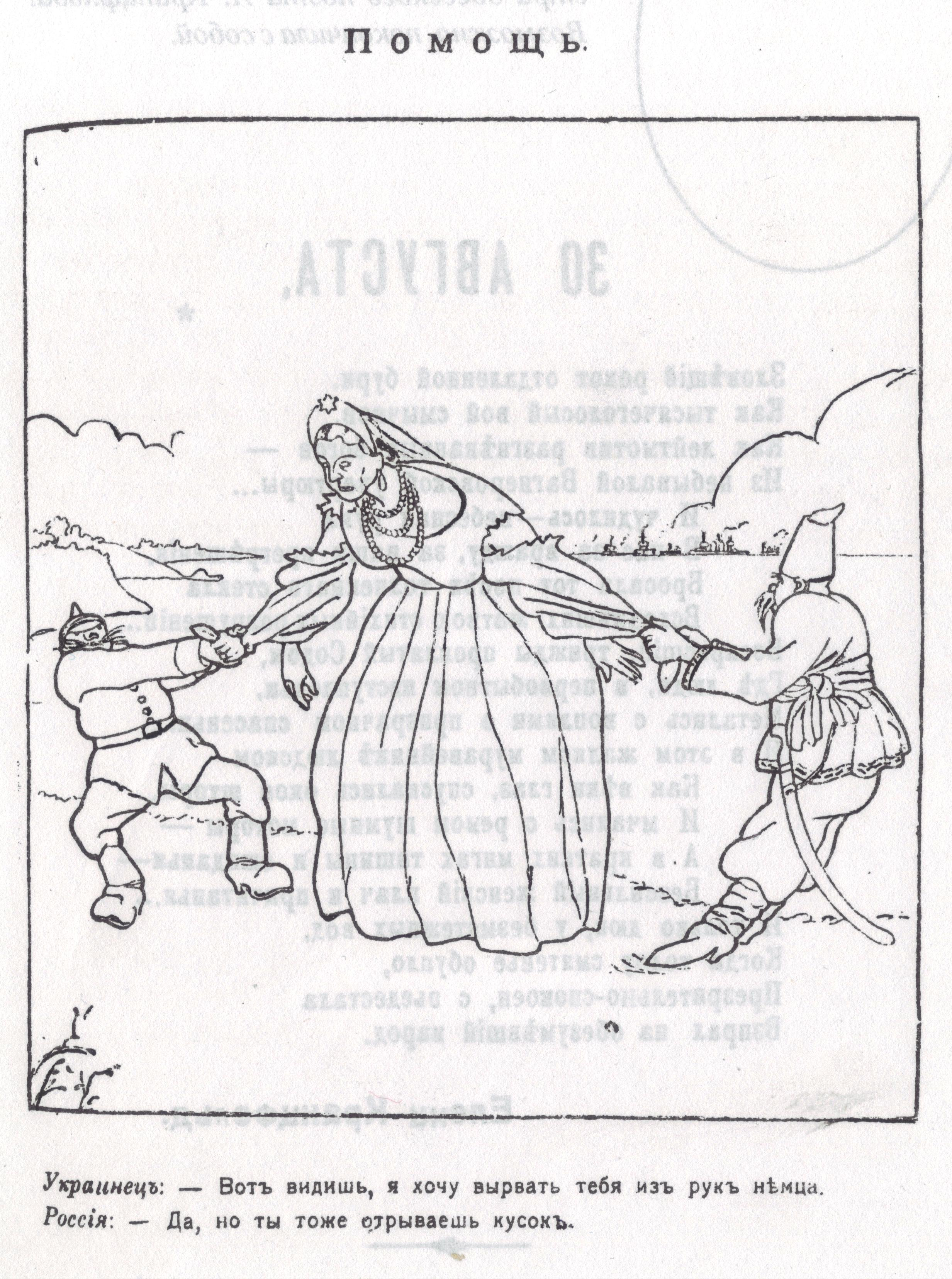
Карикатура «Помощь»: Украинец: — Вот видишь, я хочу вырвать тебя из рук немца.
Россия: — Да, но ты тоже отрываешь кусок.
Рисунок из одесского журнала времён Первой мировой войны (Российская республика), октябрь 1917 года. На горизонте пока ещё не затопленная эскадра Черноморского флота России.

Формирование частей и соединений по национальному принципу было начато ещё царским правительством. Ряд воюющих держав являлись многонациональными империями, что создавало для их противников соблазн разыграть «национальную карту». Так, Центральные державы пытались привлечь на свою сторону поляков, зачастую враждебно настроенных по отношению к самодержавию, и выдвинули проект воссоздания независимого польского государства.
Со своей стороны, Российская империя пыталась использовать славянские народы Австро-Венгерской империи, в первую очередь чехов и словаков, настроенных в то время в основном русофильски. Доля славян в австро-венгерской армии доходила до 43-44 %. Многие чехи и словаки не испытывали особого желания воевать на стороне австрийцев и, попав на фронт, в массовом порядке сдавались в плен, иногда целыми частями. В общей сложности за всё время войны в плен русским войскам сдалось до полумиллиона солдат — славян австро-венгерской армии; в апреле 1915 года сдался практически в полном составе 28-й Пражский полк.
Ещё в 1914 году было начато формирование чехословацких частей (см. Чехословацкий корпус) и так называемой «Дикой дивизии» из коренного кавказского населения, в Российской империи не подлежавшего призыву. По воспоминаниям генерала Деникина, «Едва ли не стремление к изъятию с территории Кавказа наиболее беспокойных элементов, — было исключительной причиной этого формирования. Во всяком случае, эпические картинки боевой работы „Дикой“ дивизии бледнеют, на общем фоне её первобытных нравов и батыевских приемов». В 1916 году также было начато формирование латышских стрелков, набрана сербская дивизия, затем развёрнутая до корпуса.
Основным мотивом латышских стрелков стала, судя по всему, насчитывавшая не один век неприязнь латышского населения к остзейским немцам, которые фактически правили Прибалтикой, начиная с завоеваний XIII века. Царское правительство смогло использовать эту неприязнь в своих интересах, начав формирование латышских частей с 1915 года, когда встала непосредственная угроза вторжения Германии в Латвию.
После Февральской революции резко усилились требования ряда национальных меньшинств о формировании воинских частей по национальному принципу, в первую очередь имелись в виду части польские и украинские. Под давлением украинского националиста Симона Петлюры началась «украинизация» ряда частей с июня-июля 1917 года. С июля 1917 года началось формирование Польского корпуса. Разбросанные по Юго-Западному фронту разрозненные чехословацкие части (Чехословацкая бригада численностью до 7 тыс. чел.) были развёрнуты осенью 1917 года до корпуса, численность которого к февралю 1918 года возросла до 50 тыс. чел.
Атаман забайкальских казаков Семёнов в мае-июне 1917 года начал формировать в Забайкалье добровольческий отряд из не подлежавших призыву монголов и бурят с тем, чтобы, по его выражению, «пробудить совесть русского солдата, у которого живым укором были бы эти инородцы, сражающиеся за русское дело».
Дальнейшая судьба всех этих формирований была сложной. Процессы демократизации армии распространились также и на латышские части, однако здесь они не привели к массовому дезертирству и самосудам над офицерами. В отличие от остальной Красной армии, среди красных латышей система выборных солдатских комитетов сохранилась до 1919 года. В целом, части латышских стрелков остались одним из самых боеспособных соединений бывшей царской армии (Войтинский В. С., бывший в 1917 году комиссаром Временного правительства на фронте, упоминал, что «среди латышских батальонов были такие, где солдаты отдавали честь офицерам, как при „старом режиме“») и практически поголовно перешли на сторону большевиков. На выборах Учредительного собрания среди латышских стрелков за большевиков проголосовало 96 %.
Большевизация латышских стрелков началась, по сравнению с русскими частями, очень рано, уже в мае 1917 года. После Февральской революции делегаты I Съезда латышских стрелковых полков, проходившего 27-29 марта (9-11 апреля), избрали свой постоянный Исполнительный комитет «Исколастрел». В составе этого органа оказалось более 50 % большевиков уже после II Съезда латышских стрелков, прошедшего 12-17 (25-30) мая. Значительное влияние на эти процессы оказала близкая к большевизму партия Социал-демократия Латышского края.
Кроме того, с началом германского наступления 1918 года началось массовое бегство латышского населения, не желавшего оказаться под германской оккупацией; по оценке министра внутренних дел независимой Латвии Скуйнека, из Курляндии в Россию бежало до 700 тыс. человек, в том числе до 150 тыс. мужчин, годных к военной службе. На их основе был сформирован ряд новых латышских частей, полностью лояльных большевикам и принявших участие в подавлении до двадцати антибольшевистских вооружённых выступлений только за первую половину 1918 года.
«Украинизированные» части стали основой для вооружённых сил ряда независимых государств на территории Украины: Украинская народная республика, Украинская держава. Основой вооружённых сил Западно-Украинской народной республики стали украинские национальные части бывшей австро-венгерской армии (Украинские сечевые стрельцы).

## Окончание «демократизации армии»
Осуществляя волю революционного народа о скорейшем и решительном уничтожении всех остатков прежнего неравенства в армии, Совет Народных Комиссаров постановляет:
1) Все чины и звания в армии, начиная с ефрейторского и кончая генеральским, упраздняются. Армия Российской Республики отныне состоит из свободных и равных друг другу граждан, носящих почетное звание солдат революционной армии. 

2) Все преимущества, связанные с прежними чинами и званиями, равно как и все наружные отличия, отменяются.

3) Все титулования отменяются. 

4) Все ордена и прочие знаки отличия отменяются. 

5) С уничтожением офицерского звания уничтожаются все отдельные офицерские организации. 

6) Существующий в действующей армии институт вестовых уничтожается.
Примечание. Вестовые остаются лишь при канцеляриях полка, комитетах и пр. войсковых организациях.
29 (16) декабря 1917 г.
Опубликовано в № 35 «Газеты Временного Рабочего и Крестьянского Правительства» от 30 (17) декабря 1917 г.
В декабре 1917 года большевики довели до логического завершения процесс «демократизации армии», начатый в марте Приказом № 1 Петросовета. 16 декабря 1917 года были приняты совместные декреты ВЦИК и СНК «О выборном начале и организации власти в армии» и «Об уравнении в правах всех военнослужащих».
Декрет «О выборном начале и организации власти в армии» окончательно объявил единственной властью в армии не командиров, а соответствующие солдатские комитеты, советы и съезды, введя также принцип выборности командиров. Декрет «Об уравнении в правах всех военнослужащих» упразднил в армии все воинские звания и все знаки отличия, введя для всех поголовно военнослужащих звание «солдат революционной армии». Эти два декрета фактически поставили точку на окончательном разрушении бывшей царской армии. Уже 15 января 1918 года совместный декрет ВЦИК и СНК провозгласил основание РККА.

## Армия в декабре 1917 — феврале 1918
Даже после октябрьского переворота, полностью контролируя армию, большевики продолжали политику её развала. Бывшие генералы, пошедшие на сотрудничество с большевиками, искренне не понимали, почему, уже захватив власть, те продолжали разрушать армию. Один из таких генералов впоследствии вспоминал: 

Хорошо, — по детски рассуждал я, — пока большевистская партия не была у власти, ей был прямой смысл всячески ослаблять значение враждебного большевизму командования и высвобождать из-под его влияния солдатские массы. Но положение изменилось, большевики уже не в оппозиции, а в правительстве. Следовательно, заключал я, — они не меньше меня заинтересованы в сохранении армии, в том, наконец, чтобы сдержать германские полчища и сохранить территории страны. Партия и Ленин, однако, действовали совсем не так, как мне этого хотелось
Офицеры были лишены всех видов пенсий (в том числе и эмеритальных, то есть состоявших из отчислений от жалования в период службы), и таким образом те из них, кто не имел гражданской профессии (то есть все кадровые офицеры) лишились всяких средств к существованию.
К февралю-марту 1918 года количество дезертиров в России дошло до 3 миллионов человек. Очередной вспышке дезертирства способствовали как стремление солдат успеть в свои деревни к разделу земли (который был легализован большевистским Декретом о земле от 27 октября 1917 года, но фактически начался несколькими месяцами ранее), так и развал снабжения армии. 2 декабря 1917 года, по сообщениям с Западного фронта, «длительное недоедание перешло в голод». На Северный фронт в декабре ежедневно прибывало по 31 вагону муки при норме в 92, а на Западный — даже по восьми при норме в 122. В декабре 1917 года начальник штаба пехотного корпуса Северного фронта полковник Беловский свидетельствовал, что «никакой армии нет; товарищи спят, едят, играют в карты, ничьих приказов и распоряжений не исполняют; средства связи брошены, телеграфные и телефонные линии свалились, и даже полки не соединены со штабом дивизии; орудия брошены на позициях, заплыли грязью, занесены снегом, тут же валяются снаряды со снятыми колпачками (перелиты в ложки, подстаканники и т. п.). Немцам все это отлично известно, так как они под видом покупок забираются в наш тыл верст на 35-40 от фронта»

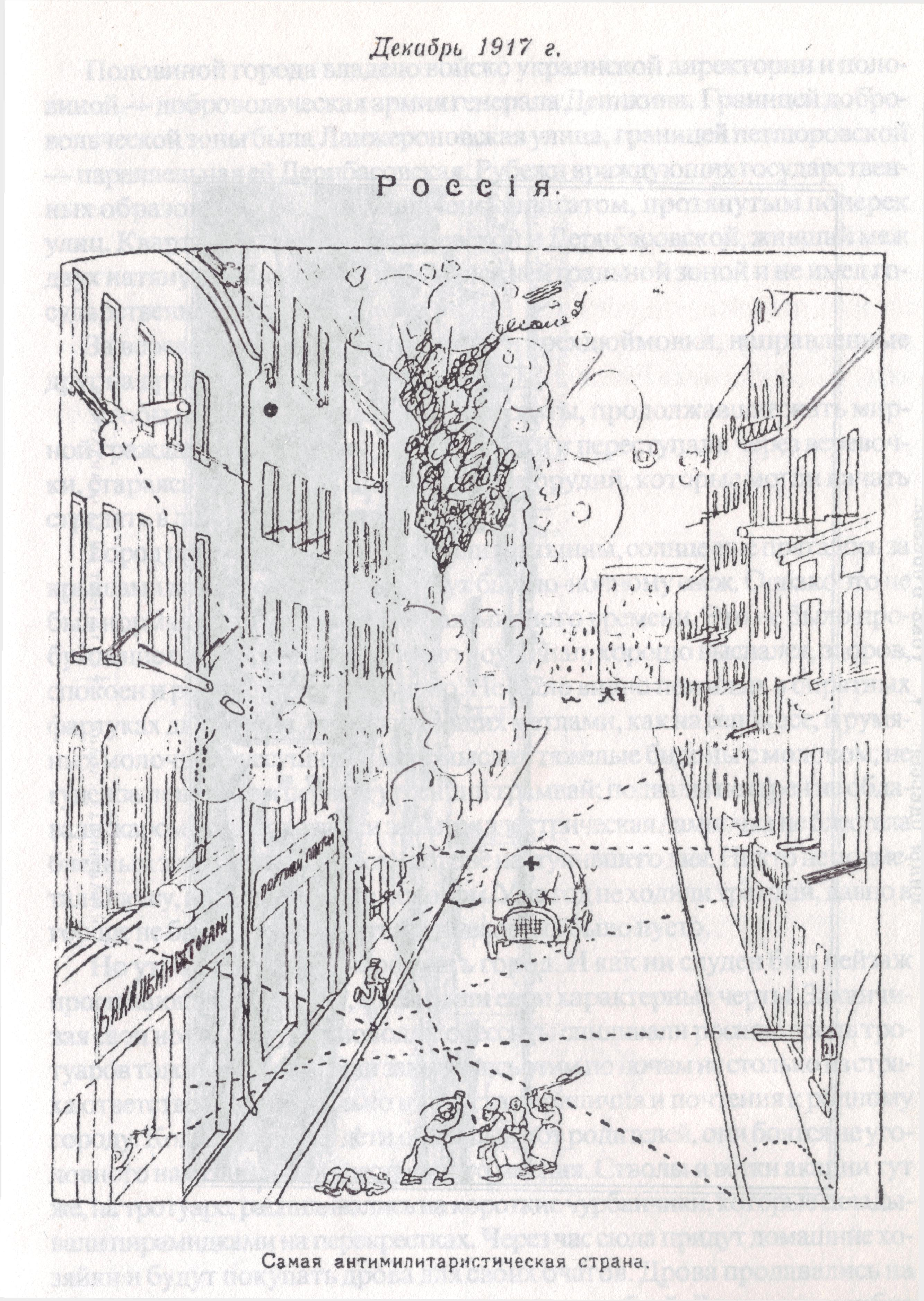
Россия — самая антимилитаристическая страна. Декабрь 1917

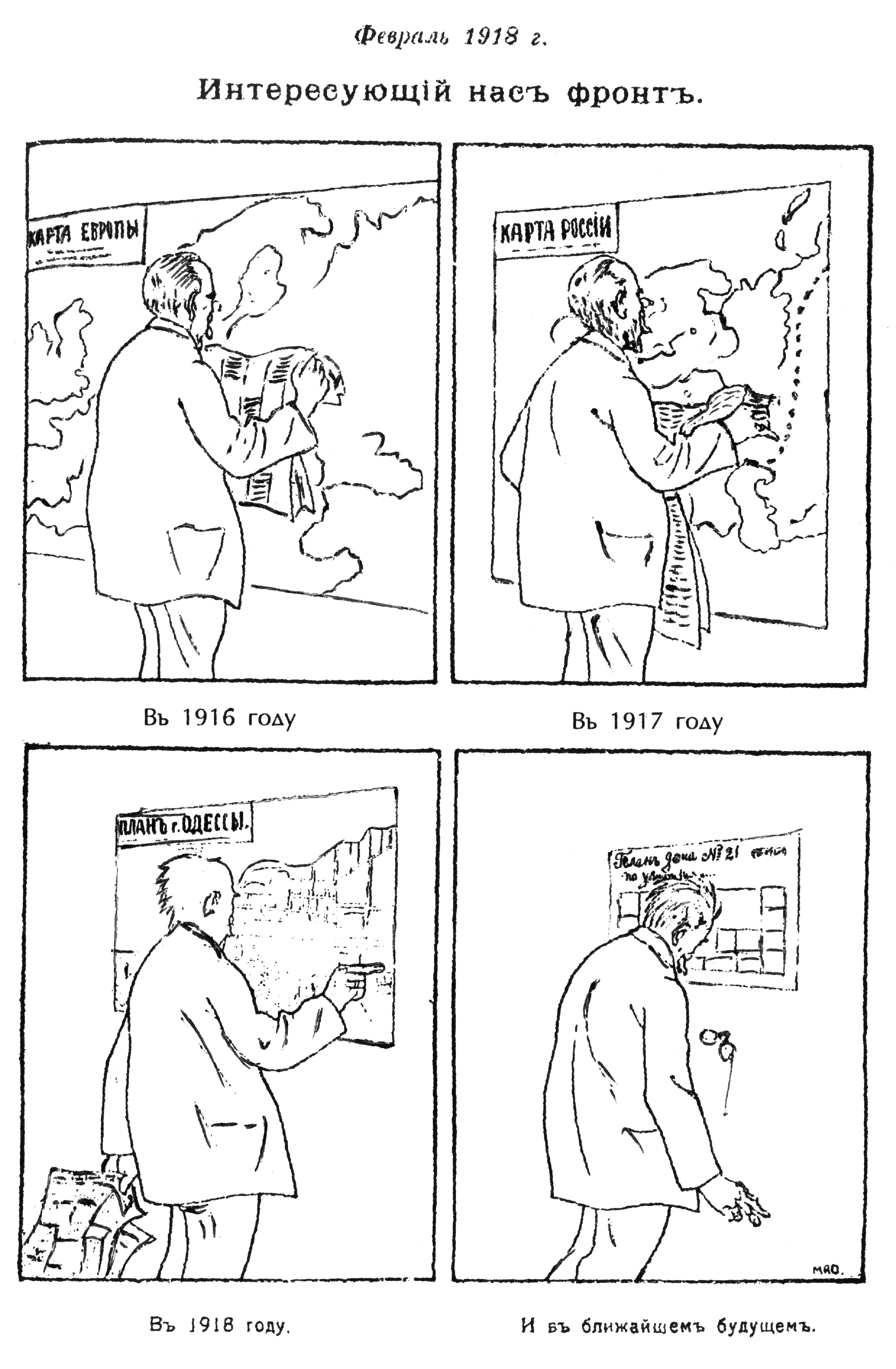
Интересующий нас фронт Первой мировой войны. Февраль 1918

Сводка сведений о настроениях в частях Юго-Западного фронта с 1 по 8 ноября, содержит подобные пассажи:
| Особая армия. 31-й корпус: отношение к боевой службе в 83-й дивизии переменное, в 130-й дивизии удовлетворительное, занятия и работы производятся мало. Отношение к офицерам в 83-й дивизии недоверчивое и враждебное, в 130-й — удовлетворительное. Части обеих дивизий ждут мира…Общее настроение в связи с событиями ухудшается. Боеспособность частей корпуса сомнительная, в последнее время все ухудшается… 39-й корпус. …Во всех дивизиях, кроме резервных частей и 53-й дивизии, занятия не ведутся. Работы в частях корпуса или вовсе не ведутся или выполняются плохо. Отношение к офицерам в большинстве частей недоверчивое и враждебное, удовлетворительное лишь в 498-м и 500-м полках и терпимое в 486-м, в 487-м и 488-м полках. Отношение к войне отрицательное, солдаты ждут мира…. 1-й Туркестанский стрелковый корпус: отношение к боевой службе в 1-й Туркестанской дивизии безразличное, во 2-й дивизии неудовлетворительное, в 113-й пехотной дивизии боевая служба несется исправно….Отношение к офицерам в Туркестанских дивизиях недоверчивое и злобное, в 113-й дивизии удовлетворительное, отношение к войне всюду отрицательное, все ждут мира. 1-й Туркестанский полк, обставляясь мерами предосторожности, братается по всему фронту, выменивая у немцев сигары и ром… 34-й корпус. …3 ноября на объединённом собрании корпусных, дивизионных и полковых рад один из украинцев сказал следующее: «Россия теперь — разлагающийся труп, который своим трупным ядом может заразить Украину». На это группой делегатов неукраинцев была вынесена резолюция с протестом против такого определения. 3-й Кавказский корпус. Стремление к скорейшему заключению мира и пораженческое настроение парализует всю работу офицеров к подъему боевого значения частей. Плохая пища и недостаток обмундирования делают солдат безразличными даже к судьбе родины…. |

По оценке российского исследователя С. Базанова, германское наступление в феврале 1918 года показало, что армия прекратила своё существование.

## Оценки
Демократизация бывшей Российской императорской армии, начавшаяся после Февральской революции 1917 года, привела к её стремительному разложению. По оценке Головина Н. Н., за февраль — ноябрь 1917 года дезертировало до четверти всей действующей армии, что позволяет говорить о стихийной демобилизации. По мнению Ричарда Пайпса, массовое появление в деревнях вооруженных дезертиров весной 1917 года стало катализатором начала самозахватов крестьянами земли (см. также Земельный вопрос в России в 1917 году).
Июньское наступление 1917 года наглядно показало, что разложившиеся солдаты не испытывают никакого желания воевать. Ряд дислоцированных в Петрограде разложившихся частей, в первую очередь Первый пулеметный полк, отказались отправлять на фронт в связи с наступлением маршевые роты, и поддержали вооруженное выступление большевиков и анархистов в июле.
На этом фоне большевикам удалось привлечь к себе разложившуюся солдатскую массу популистским лозунгом немедленного «всеобщего демократического мира без аннексий и контрибуций»; в сентябре — ноябре 1917 года развернулась стремительная большевизация низовых солдатских комитетов. К октябрю-ноябрю 1917 года на стороне большевиков было уже больше половины действующей армии. Большевизация приняла особенный размах в Петроградском гарнизоне, к осени 1917 года уже давно потерявшего всякую боеготовность.
Нерешительные попытки Керенского избавиться от наиболее разложившихся частей гарнизона, выведя их на фронт, только подтолкнули эти части к большевикам. Революционные солдаты Петроградского гарнизона, наряду с кронштадтскими матросами и вооруженными рабочими — красногвардейцами, стали основной вооруженной силой октябрьского восстания. Опорой так называемого «триумфального шествия Советской власти» стали, наряду с красногвардейцами, рассеянные по тыловым городам всей России запасные батальоны.
Один из основных организаторов Октябрьской революции, председатель Петросовета Троцкий Л. Д., так описал роль гарнизона в событиях:

…С того момента, как мы, Петроградский Совет, опротестовали приказ Керенского о выводе двух третей гарнизона на фронт, мы уже вступили фактически в состояние вооруженного восстания…Мы называем это восстание «легальным» — в том смысле, что оно выросло из «нормальных» условий двоевластия. И при господстве соглашателей в Петроградском Совете бывало не раз, что Совет проверял или исправлял решения правительства. Это как бы входило в конституцию того режима, который вошел в историю под названием керенщины. Придя в Петроградском Совете к власти, мы, большевики, только продолжили и углубили методы двоевластия. Мы взяли на себя проверку приказа о выводе гарнизона. Этим самым мы прикрыли традициями и приемами легального двоевластия фактическое восстание петроградского гарнизона. 
…Временное Правительство хотело избавиться от гарнизона. Солдаты не хотели идти на фронт. Мы этому естественному нежеланию дали политическое выражение, революционную цель, «легальное» прикрытие. Этим мы обеспечили исключительное единодушие внутри гарнизона и тесно связали его с петроградскими рабочими… Для того, чтобы … манёвр оказался победоносным, нужно было стечение совершенно исключительных обстоятельств, больших и малых. Прежде всего нужна была армия, не желавшая более сражаться. Весь ход революции, особенно в первый её период, с февраля по октябрь включительно, — об этом мы уже говорили, — выглядел бы совершенно иначе, если бы у нас не было к моменту революции разбитой и недовольной многомиллионной крестьянской армии… можно сказать с уверенностью, что в таком виде этот опыт никогда и нигде не повторится. Но тщательное изучение его необходимо.

С другой стороны, оппонентам большевизма на начальном этапе вооруженной борьбы за власть оказалось не на что опереться. Керенский смог привлечь к своему походу на Петроград только 800 казаков, не испытывавших особого желания воевать под его началом, а на стороне меньшевистско-эсеровского Комитета спасения Родины и революции выступили лишь несколько юнкерских училищ, сил которых оказалось недостаточно. Более драматичной оказалась вооруженная борьба в Москве, где силы большевистского ВРК (красногвардейцы и революционные солдаты) и «белого» КОБ (офицеры, юнкера, ударники, студенты-добровольцы) в течение нескольких дней были примерно равными.
Процесс всеобщего разложения армии продолжился и после октябрьского выступления большевиков в Петрограде. Уже 31 декабря 1917 года Крыленко направил донесение Совнаркому, указывавшее на то, что бывшая Российская императорская армия уже полностью небоеспособна. Германское наступление в феврале 1918 года продемонстрировало, что армия фактически прекратила свое существование. Чуть ли не единственной вооруженной силой, сохранившей боеготовность в период осень 1917 — осень 1918, оказались латышские стрелки и чехословацкий корпус.
Окончательный распад армии поставил большевиков перед необходимостью подписать в марте 1918 года позорный для России Брестский мир. Через несколько месяцев в результате восстания чехословацкого корпуса возникла ещё более парадоксальная ситуация: стране, ещё год назад располагавшей чуть ли не 15-миллионной армией, оказалось фактически нечего противопоставить чехословакам, насчитывавшим всего лишь 40-50 тыс. чел.
По оценке генерала Деникина А. И.:
| Итак, грянула революция. Не было никакого сомнения, что подобный катаклизм в жизни народа не пройдет даром. Революция должна была сильно встряхнуть армию, ослабив и нарушив все её исторические скрепы. Такой результат являлся закономерным, естественным и непредотвратимым, независимо от того состояния, в котором находилась тогда армия, независимо от взаимоотношений командного и служебного начал. Мы можем говорить лишь об обстоятельствах, сдерживавших или толкавших армию к распаду. Явилась власть. Источником её могли быть три элемента: верховное командование (военная диктатура), буржуазная Государственная Дума (Временное правительство) и революционная демократия (Совет). Властью признано Временное правительство. Но два других элемента отнеслись к нему различно: Совет фактически отнял власть у правительства, тогда как — верховное командование подчинилось ему безотговорочно и следовательно — вынуждено было исполнять его предначертания. Власть могла поступить двояко: бороться с отрицательными явлениями, начавшимися в армии, мерами суровыми и беспощадными, или потворствовать им. В силу давления Совета, отчасти же по недостатку твердости, и понимания законов существования вооруженной силы, власть пошла по второму пути. Этим обстоятельством была предрешена конечная судьба армии. Все остальные факты, события, явления, воздействия могли только повлиять на продолжительность процесса разложения и глубину его. |

Генерал Лукирский С. Г. так описывал события 1917 года:

Накануне революции февральской 1917 года о среде офицеров Генерального штаба старой армии определенно сложилось недовольство монархическим строем: крайн неудачливость войны: экономический развал страны; внутренние волнения; призыв на высшие посты в государственном аппарате лиц, явно несостоятельных, не заслуживающих общественного доверия; наконец, крайне возмутительное под падание царя под влияние проходимца (Григ. Распутина) и разрастание интриг при дворе и в высших государственных сферах. Поэтому февральская революция была встречена сочувственно в основной массе всего офицерства вообще.
Однако вскоре наступило разочарование и в новой власти в лице временного правительства: волнения в стране даже обострились; ряд мероприятий правительства в сторону армии (в том числе подрывающие простых офицеров) быстро её развалили; личность А. Керенского не возбуждала доверия и порождала антипатию.
В силу этого возникла короткая симпатия в сторону Корнилова, в лице которого увидели возможность спасти армию от окончательного развала, а вместе с тем, может быть, и внести успокоение страны.
Наступившая октябрьская революция внесла некоторую неожиданность и резко поставила перед нами вопрос, что делать: броситься в политическую авантюру, не имевшую под собой почвы, или удержать армию от развала, как орудие целостности страны. Принято было решение идти временно с большевиками. Момент был очень острый, опасный: решение должно было быть безотлагательным и мы остановились на решении: армию сохранить во что бы то ни стало.